# Onychomyrmex hedleyi
Onychomyrmex hedleyi es una especie de hormiga del género Onychomyrmex, familia Formicidae. Fue descrita científicamente por Emery en 1895.
Se distribuye por Australia. Se ha encontrado a elevaciones de hasta 1600 metros. Vive en microhábitats como rocas, piedras, nidos y madera podrida.